# ニューウェル (小惑星)
ニューウェル (2086 Newell) は小惑星帯にある小惑星。軌道はベスタ族の範囲にあるが、スペクトルが異なることから侵入者だと考えられる。
インディアナ小惑星計画によりゲーテ・リンク天文台で発見された。アメリカ人の数学者ホーマー・ニューウェル (Homer E. Newell, Jr.) に因んで名付けられた。